# 薄叶球兰
薄叶球兰（学名：Hoya mengtzeensis）是夹竹桃科球兰属的植物，为中国的特有植物。分布于中国大陆的广西、云南等地，见于杂木中及大石上，目前尚未由人工引种栽培。